# Morska Służba Poszukiwania i Ratownictwa
| Morska Służba Poszukiwania i Ratownictwa | Morska Służba Poszukiwania i Ratownictwa |
| ---------------------------------------- | ---------------------------------------- |
| MSPiR-Emblem                             |                                          |
| Abkürzung                                | MSPiR                                    |
| Zweck                                    | Seenotrettung                            |
| Gründungsdatum                           | 1. Januar 2002                           |
| Sitz                                     | Gdynia                                   |
| Rettungsboote                            | 10                                       |
| Stationen                                | 13                                       |
| Webpräsenz                               | www.sar.gov.pl                           |
| Funkrufname                              | Witowo Radio                             |

Die Morska Służba Poszukiwania i Ratownictwa (MSPiR) (deutsch Maritimer Such- und Rettungsdienst) ist die staatliche Seenotrettungsorganisation Polens. Sie ist zuständig für den Such- und Rettungsdienst (SAR) bei Seenotfällen im Bereich der polnischen Ostsee-Küste. Neben den SAR-Diensten ist die MSPiR auch für den Umweltschutz auf See zuständig und nimmt damit auch Aufgaben aus dem Bereich einer Küstenwache wahr.

## Geschichte

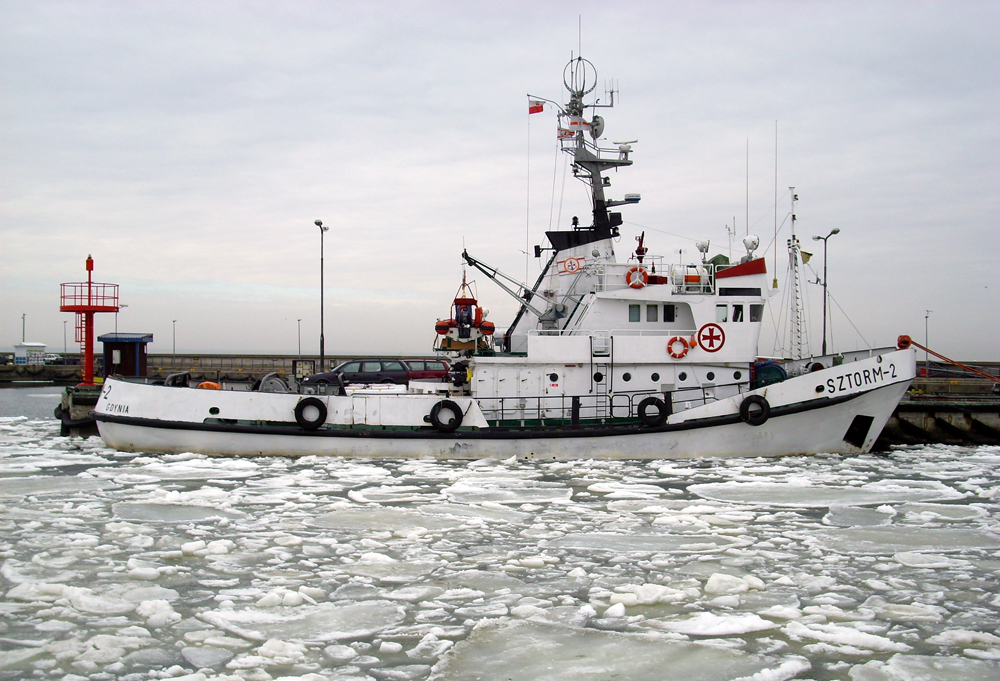
Altes Rettungsschiff SZTORM-2

Mit der Neuordnung von Europa nach dem Ersten Weltkrieg erhielt Polen einen kleinen Küstenstreifen als Zugang zur Ostsee. Trotz der bescheidenen Handels- und Fischereiflotte und des großen Seehafens in Gdynia (preußisch: Gdingen) existierte praktisch keine Seenotrettung. Mit Ende des Zweiten Weltkriegs ging die ehemalige preußische Provinz Pommern an Polen, wodurch die bestehenden Küstenrettungsstationen der Deutschen Gesellschaft zur Rettung Schiffbrüchiger in polnische Hand kamen. Jedoch bestand die übernommene Flotte nur aus Ruderbooten. In den ersten Jahren nach dem Krieg wurden fünf neue Schiffe ausschließlich für die Rettung auf See gebaut: zwei Schiffe vom Typ Norrland und drei Boote vom Typ Galt. Nach mehrfacher Änderung der zuständigen Behörde ging 1952 die Zuständigkeit für die Seenotrettung an die polnischen Bergungsorganisation Polskie Ratownictwo Okrętowe (PRO), deren Aufgabe vor allem aus der Bergung von Schiffen und Wracks bestand. Sie übernahm die beiden Norrland-Rettungsschiffe SZTORM und SZKWAŁ und gründete 12 Küstenrettungsstationen für die Seenotrettung. Bis zur Ablösung durch die MSPiR führte das Unternehmen zwei große Investitionsprogramme durch, um die Rettungsflotte zu motorisieren und zu modernisieren, unter anderem mit Seenotkreuzern vom Typ R-17.

## Gründung und Aufgaben

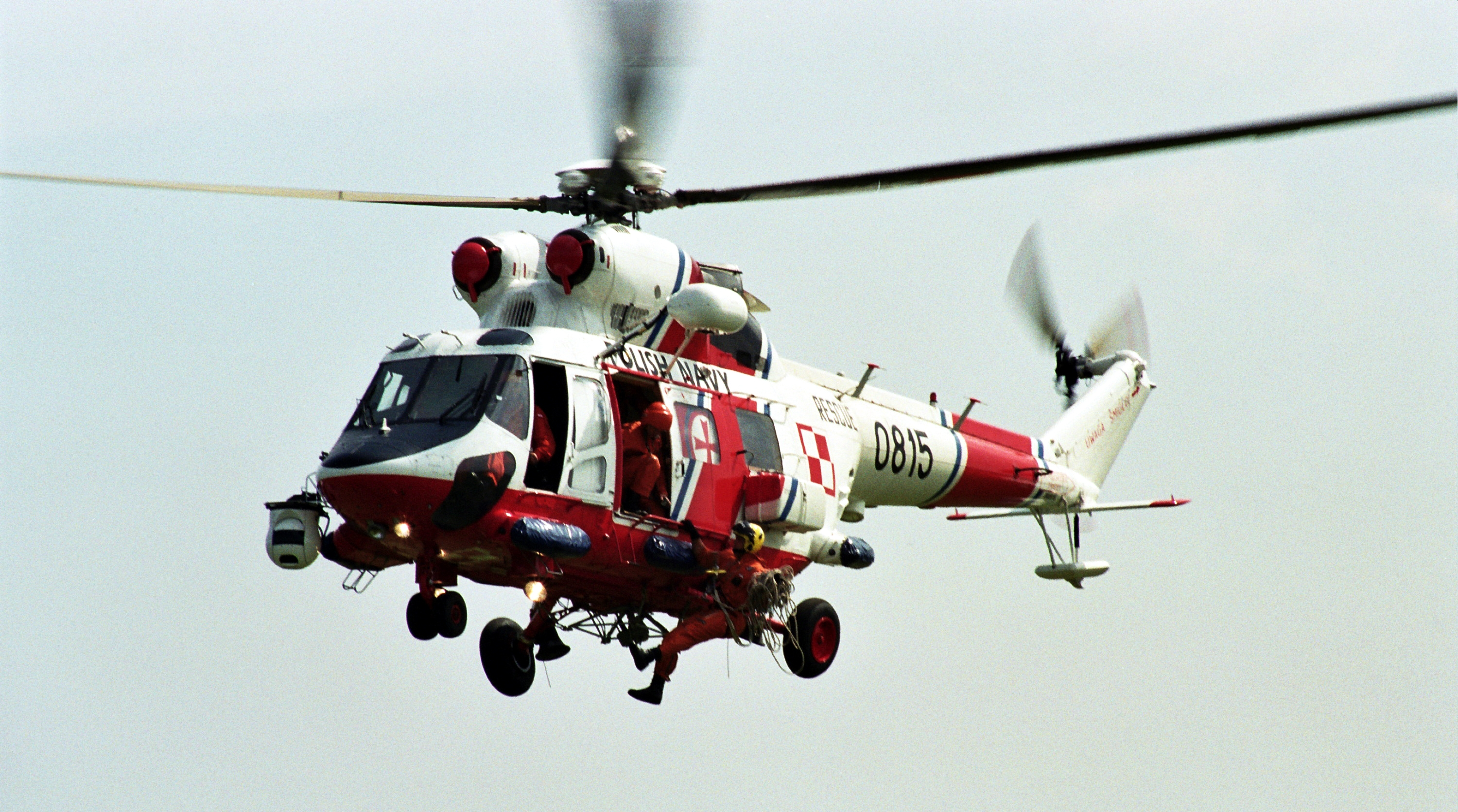
PZL W-3 Sokół

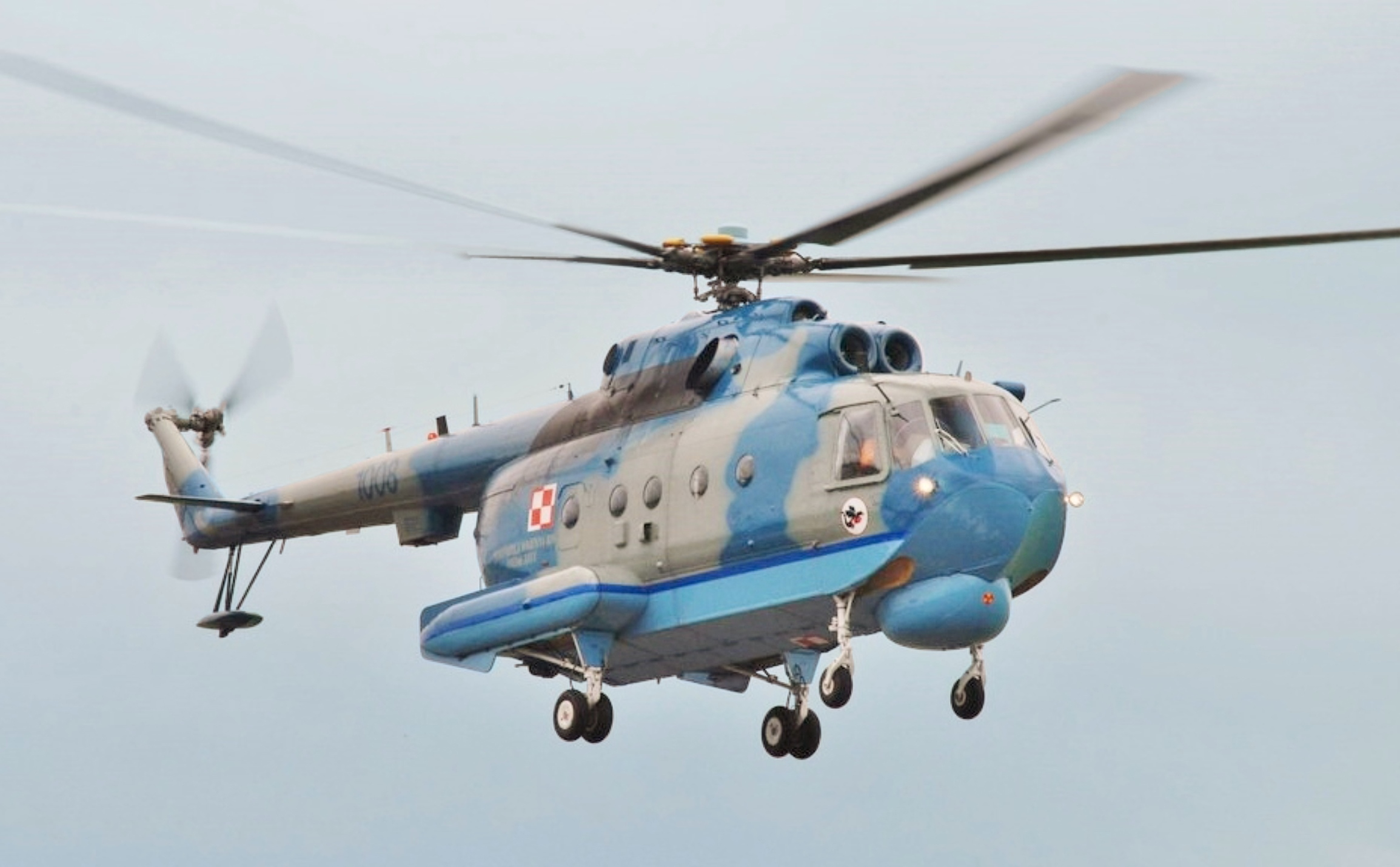
Mil Mi-14

Nach der polnischen Ratifikation der UN-Konvention zur Schiffssicherheit SOLAS (International Convention for the Safety of Life at Sea), dem Übereinkommen über den Such- und Rettungsdienst auf See und dem Übereinkommen über den Schutz der Meeresumwelt des Ostseeraums wurden die erforderlichen gesetzlichen Grundlagen geschaffen, um in Polen die notwendigen Einrichtungen für die Seenotrettung und der Bekämpfung der Meeresverschmutzung nach internationalem Standard zu schaffen. In der Folge wurde die MSPiR am 1. Januar 2002 als staatliche Organisation mit Sitz in Gdynia gegründet und dem Ministerium für Seewirtschaft unterstellt.
Die gesetzlichen Aufgaben des SAR-Dienstes sind niedergelegt in einem SAR-Plan und einem nationalen Plan zur Bekämpfung von Umweltverschmutzungen mit folgendem Inhalt:
- Überwachung der Notfallfrequenzen im nautischen Funkverkehr
- Suche und Rettung von Personen in Seenot
- Bekämpfung von Umweltverschmutzungen
- Überwachung und Gewährleistung der Sicherheit auf See
- Zusammenarbeit mit anderen SAR-Organisationen national und international
- Maßnahmen zur Gefahrenabwehr bei Schiffen und Häfen gem. ISPS-Code

Das noch von der PRO begonnene letzte Investitionsprogramm zur Erneuerung der Rettungsflotte mit den SAR-1500-Einheiten konnte im Gründungsjahr abgeschlossen werden. Zur Ergänzung wurde der Bau der großen SAR-3000-Schiffe beschlossen.

## Seenotrettung
Die MSPiR unterhält 13 Stationen, um die SAR-Dienste in der Ostsee im polnischen Zuständigkeitsbereich durchzuführen. Die Stationen sind in Świnoujście, Trzebież, Dziwnów, Kołobrzeg, Darłowo, Ustka, Leba, Władysławowo, Górki Zachodnie, Hel, Świbno, Sztutowo und Tolkmicko.
Für die Aufgaben der MSPiR kann Luftunterstützung bei der Polnischen Marine aus Oksywie bzw. Darłowo angefordert werden, die dazu Hubschrauber PZL W-3 Sokół bzw. Mil Mi-14 einsetzen.

## MRCC Gdynia
Gemäß der SAR-Konvention von 1979 wurde zur Koordination der Rettungseinsätze im überwachten Seegebiet der Ostsee das Morskie Ratownicze Centrum Koordynacyjne (MRCC) in Gdynia eingerichtet. Zur Unterstützung gibt es ein Unterzentrum (MRSC) in Świnoujście. Der Direktor der SAR Dienste ist Maciej Zawadzki.
International arbeitet das MRCC Gdynia mit den umliegenden MRCC bzw. JRCC zusammen. Gemäß SAR-Konvention sind Arbeitsabkommen mit den angrenzenden Staaten Deutschland, Dänemark, Schweden und Russland und ihren MRCC zu schließen:
- Deutschland – MRCC Bremen
- Dänemark – JRCC Aarhus
- Schweden – JRCC Sweden (Göteborg)
- Russland – MRCC Kaliningrad

Die kontinuierliche Überwachung der internationalen Notruffrequenzen wird durch WITOWO RADIO (SPS) sichergestellt, das dazu 9 Relaisstationen entlang der polnischen Küste betreibt. Für Luftnotfälle über Polen ist das RCC Warschau (ARCC) zuständig.

## Flotte
Als Seefahrzeuge stehen für diese Aufgabe 10 Seenotrettungsboote zur Verfügung (Stand 2017). Davon sind 3 Schiffe vom Typ SAR-3000 und 7 Schiffe vom Typ SAR-1500.

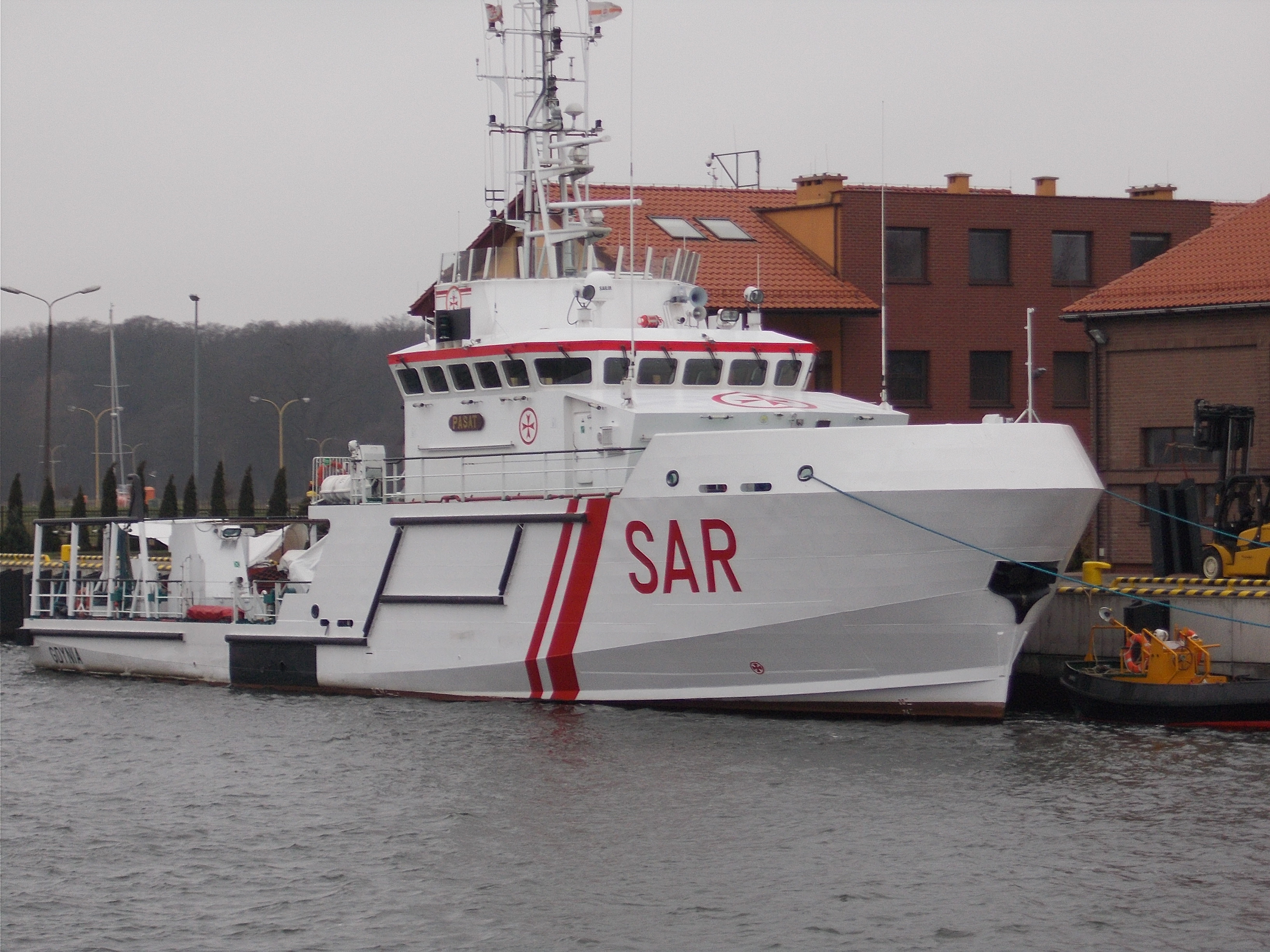
SAR 3000 – Rettungsboot Pasat (2016)

Die Schiffe SAR-3000 haben als Vorbild die Seenotrettungskreuzer (SRK) der Deutschen Gesellschaft zur Rettung Schiffbrüchiger (DGzRS). Gebaut wurden sie 2009 bis 2011 auf der Polnischen Marinewerft in Gdynia und der Remontowa Schiffswerft in Danzig (Gdańsk). Drei Motoren wirken auf 2 Schrauben und erlauben eine maximale Geschwindigkeit von 24 Knoten. Mit 6 Mann Besatzung bieten sie Aufnahme für bis zu 150 Personen. Analog zu den SRK der DGzRS besitzen die Schiffe ein RIB-Tochterboot, dass im Heckbereich in einer Wanne liegt. Durch Öffnen der Heckklappe kann das Boot schnell zu Wasser gelassen werden um schwimmende Personen aufnehmen zu können. Daneben dient es dem Befahren von Flachwasserzonen.
| Seenotrettungsboote der SAR-3000-Klasse                                                        | Seenotrettungsboote der SAR-3000-Klasse | Seenotrettungsboote der SAR-3000-Klasse | Seenotrettungsboote der SAR-3000-Klasse |
| ---------------------------------------------------------------------------------------------- | --------------------------------------- | --------------------------------------- | --------------------------------------- |
| Länge 36,90 m – Breite 8,10 – Tiefgang 1,10 – BRZ 276 – Maschinen 4.920 kW – Geschw. 24 Knoten |                                         |                                         |                                         |
| Name                                                                                           | in Dienst                               | Liegeplatz                              | Koordinaten                             |
| SZTORM                                                                                         | seit 2012                               | Hel                                     | 54,61354° N, 18,78915° O                |
| PASAT                                                                                          | seit 2011                               | Świnoujście                             | 53,91233° N, 14,27391° O                |
| ORKAN                                                                                          | seit 2010                               | Ustka                                   | 54,58603° N, 16,85268° O                |
| Stand – 2018                                                                                   |                                         |                                         |                                         |

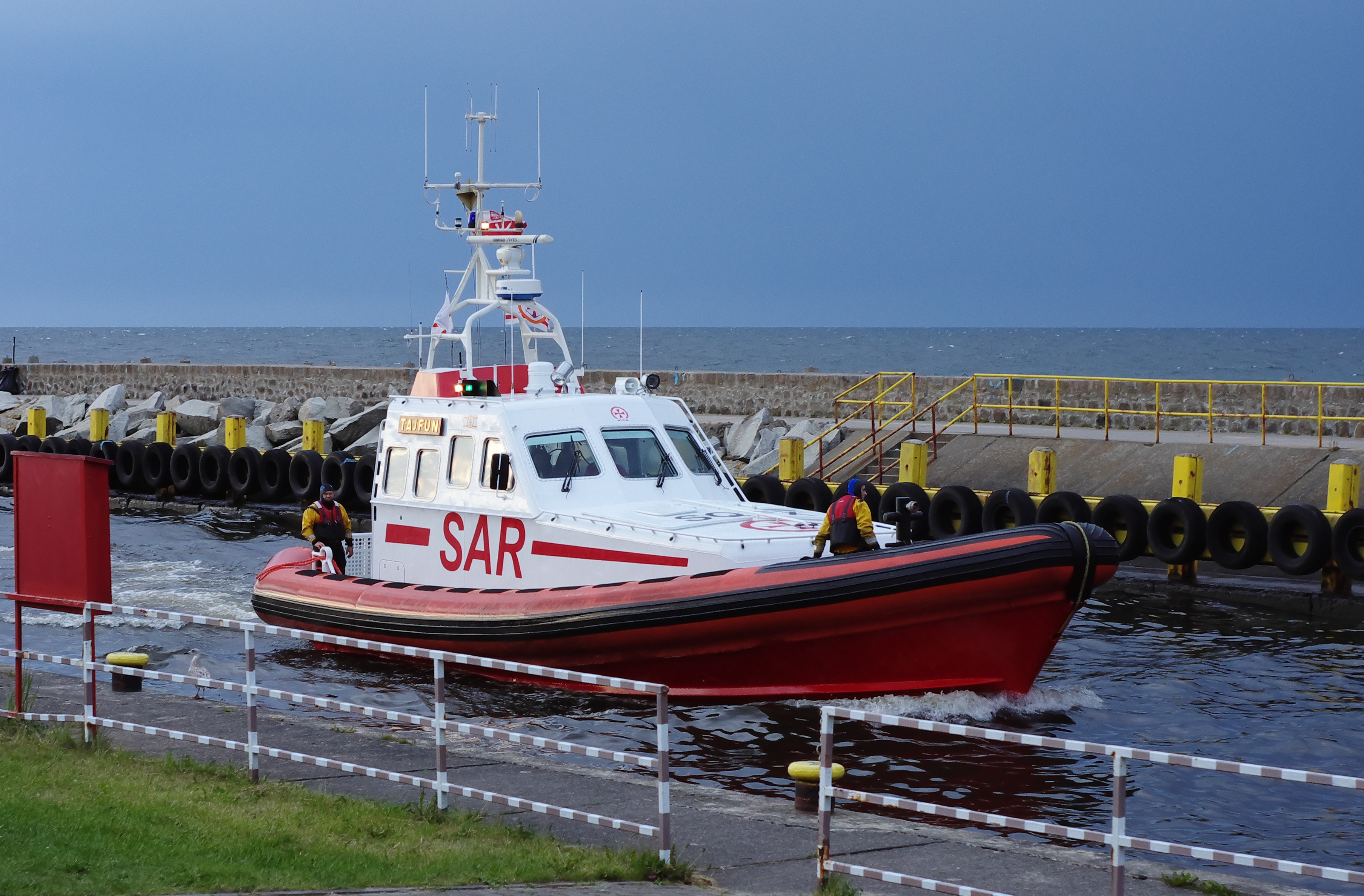
SAR 1500 – Rettungsboot TAJFUN (2012)

Die Schiffe SAR-1500 haben eine Länge 15,2 Meter. Sie sind aus Aluminium als Festrumpfschlauchboote (RIB) ausgeführt und wurden auf der Damen Werft in Gdynia gebaut. Ähnliche Boote werden auch von der KNRM in den Niederlanden in großer Zahl eingesetzt. Gegenüber den SAR-3000 mit 2,50 Meter Tiefgang besitzen die Schiffe dieses Typs nur 0,90 Meter Tiefgang. Zwei Dieselmotoren mit je 500 PS treiben die Waterjets an, womit eine Höchstgeschwindigkeit von 30 Knoten erreicht werden. Mit 3–4 Mann Besatzung bieten sie Aufnahme für bis zu 75 Personen und besitzen eine Reichweite von 180 Seemeilen. Wie bei den niederländischen Vorbildern können schwimmende Personen über eine absenkbare Klappe im Heck geborgen werden.
| Seenotrettungsboote der SAR-1500-Klasse                                                       | Seenotrettungsboote der SAR-1500-Klasse | Seenotrettungsboote der SAR-1500-Klasse | Seenotrettungsboote der SAR-1500-Klasse |
| --------------------------------------------------------------------------------------------- | --------------------------------------- | --------------------------------------- | --------------------------------------- |
| Länge 15,20 m – Breite 5,39 – Tiefgang 0,90 – BRZ 24 – Maschinen 1.000 PS – Geschw. 30 Knoten |                                         |                                         |                                         |
| Name                                                                                          | in Dienst                               | Liegeplatz                              | Koordinaten                             |
| BRYZA                                                                                         | seit 2002                               | Władysławowo                            | 54,79701° N, 18,41366° O                |
| WIATR                                                                                         | seit 2001                               | Górki Zachodnie / Gdańsk                | 54,36807° N, 18,78019° O                |
| MONSUN                                                                                        | seit 2000                               | Trzebież                                | 53,65804° N, 14,52068° O                |
| TAJFUN                                                                                        | seit 2000                               | Darłówko                                | 54,43669° N, 16,38401° O                |
| SZKWAL                                                                                        | seit 1999                               | Kołobrzeg                               | 54,17848° N, 15,5581° O                 |
| HURAGAN                                                                                       | seit 1998                               | Łeba                                    | 54,76271° N, 17,54986° O                |
| CYKLON                                                                                        | seit 1997                               | Dziwnów                                 | 54,02039° N, 14,73632° O                |
| Stand – 2018                                                                                  |                                         |                                         |                                         |

Die Rettungsflotte wird ergänzt durch neun kleinere RIB-Einheiten. Ein einzelnes Boot vom Typ Baltic Parker 900 (9 Meter Länge) wird als R30 in Tolkmicko vorgehalten. Die anderen RIB-Boote sind vom Typ Gemini Waverider 600 mit 6 Meter Länge. Zwei dieser Boote (R21 und R22) stehen auf den Stationen in Świbno und Sztutowo zum Einsatz bereit. Die anderen Boote dieses Typs ergänzen die Stationen mit den größeren Schiffen in Władysławowo, Leba, Ustka, Darłowo, Kołobrzeg und Dziwnów als R23 bis R28.
Im November 2018 erhielt die MSPiR sieben Jetski für die küstennahe Seenotrettung von Personen. Die in Schweden von der Firma Save at Sea – SAR-Systems gefertigten RescueRunner wurden in enger Zusammenarbeit mit der schwedischen Seenotrettungsgesellschaft Sjöräddningssällskapet entwickelt. Ein Modell konnte durch die MSPiR seit 2016 getestet werden. Durch den weichen und widerstandsfähigen Kunststoffrumpf kann sich das Boot schwimmenden Personen ungefährdet nähern und diese aufnehmen. Bei einer Länge von 3,60 Meter Länge erreicht der Jetski eine Geschwindigkeit von 38 Knoten. Ein hinterer Bereich von 1,5 m² dient als Transportfläche für Ausrüstung oder gerettete Personen.
Für die Umweltschutzaufgaben stehen der MSPiR zwei Mehrzweck-Schiffe zur Verfügung. Die KAPITAN POINC (Baujahr 1996 Damen Shipyards Gdynia) fungiert als Notschlepper und Feuerlöschboot und die CZESLAW II (Baujahr 1988) dient der Bekämpfung von Ölverschmutzungen auf See. Beide Schiffe haben auch Einrichtungen für medizinische Notfälle an Bord.

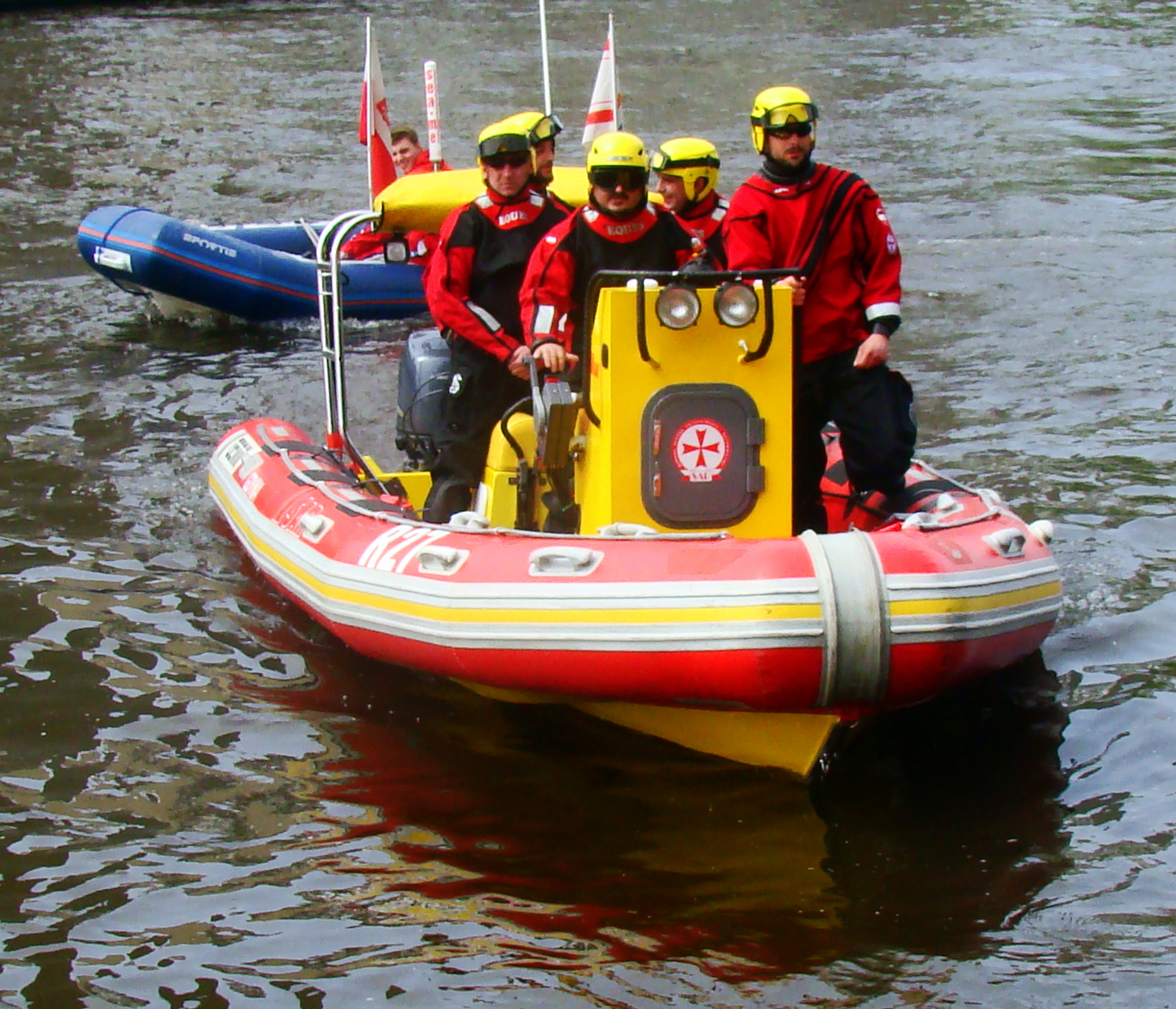
SAR R-27 RIB-Boot Polen (2013)
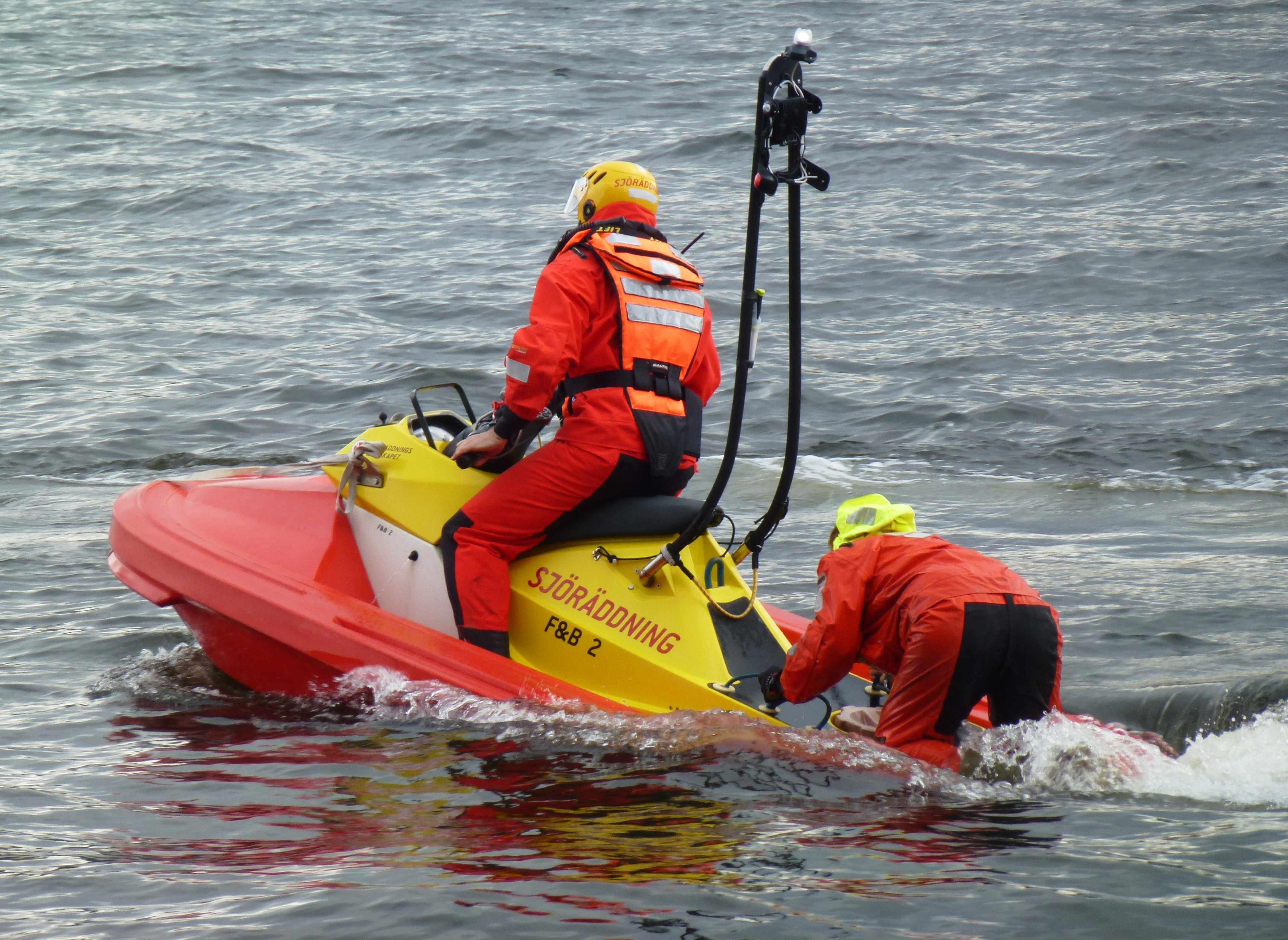
RescueRunner Jetski
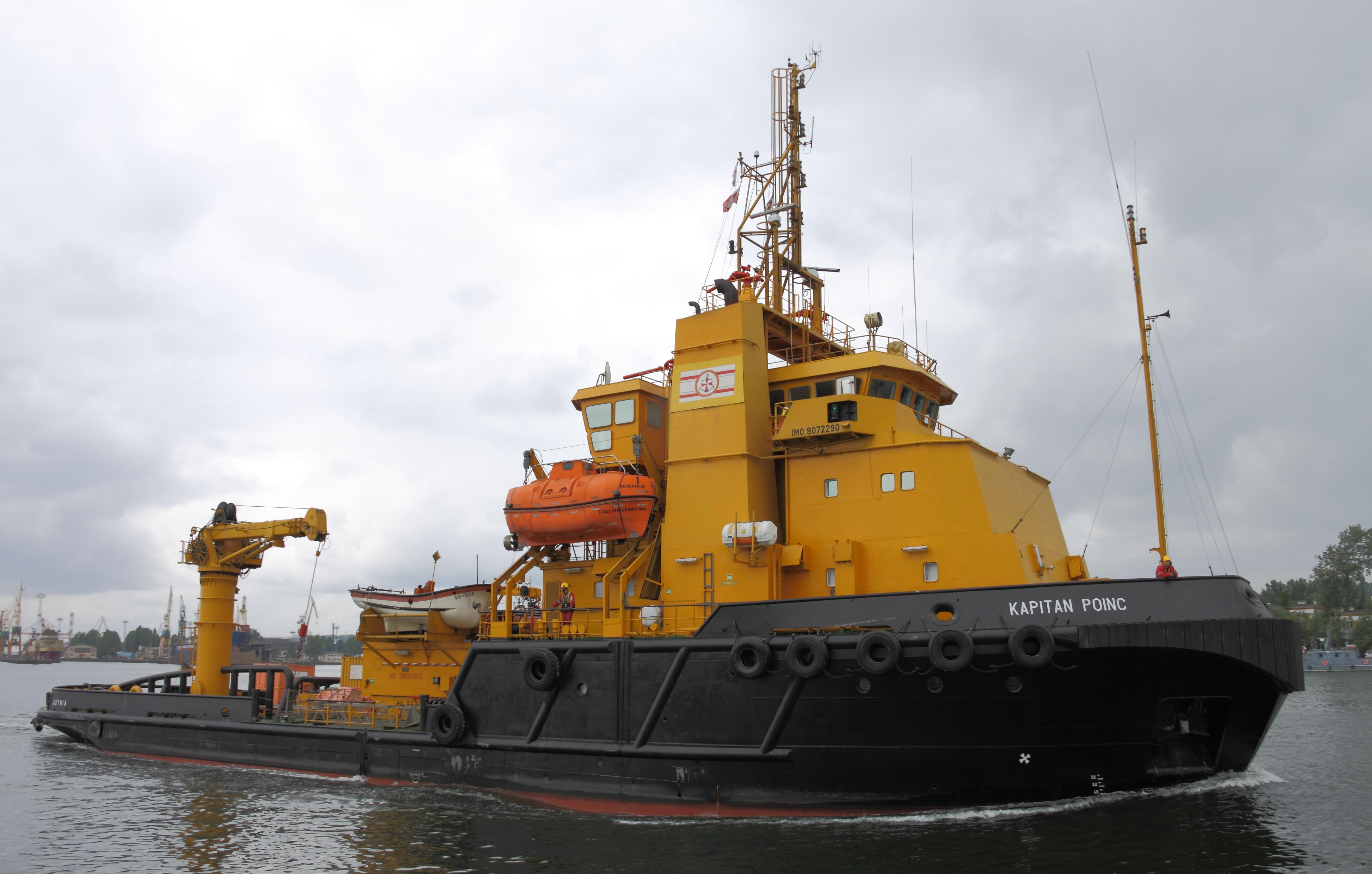
Notschlepper KAPITAN POINC
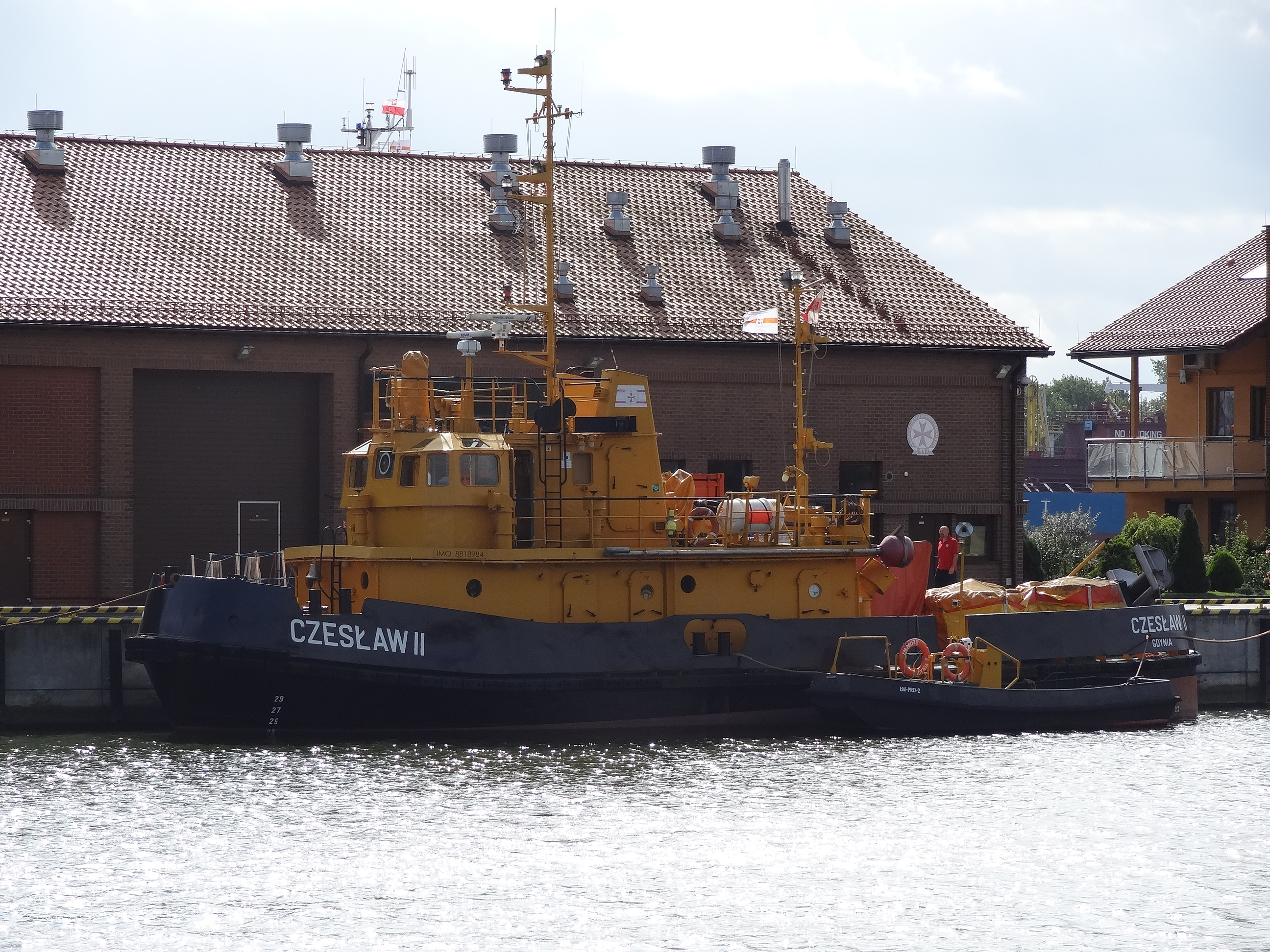
Ölbekämpfungsschiff CZESLAW II